# Annika Taylor
Pour les articles homonymes, voir Taylor.
Annika Taylor, née le 4 juin 1993 à Truckee (Californie), est une fondeuse britannique  et américaine.

## Biographie
Taylor, qui skie depuis l'âge de deux ans, fait ses débuts officiels en début d'année 2013, alors sous les couleurs américaines, gagnant une course FIS pour sa deuxième apparition. Étudiant en chimie à l'Université du New Hampshire, elle atteint le statut d'anglais : All American en 2015.
Pour la saison 2013-2014, elle passe dans l'équipe nationale britannique, citoyenneté qu'elle possède déjà grâce à son père britannique, y disputant notamment les Championnats du monde des moins de 23 ans à Val di Fiemme. Lors de l'édition 2016, à Rasnov, elle obtient comme meilleur résultat une 30e place au dix kilomètres libre.
Elle fait ses débuts dans la Coupe du monde à Ruka en novembre 2015 (49e). Son meilleur résultat dans la compétition restera une 39e place au sprint libre d'Otepää en février 2017, égalée au dix kilomètres classique aux Finales de Quebec peu après. Elle a aussi déménagé en Norvège et est devenue membre du club de ski de Lillehammer.
En 2017, Taylor est sélectionnée pour ses premiers championnats du monde à Lahti, arrivant trois fois dans le top 40 : 38e du sprint, 40e du skiathlon et 37e du trente kilomètres libre.
En 2018, elle fait ses débuts aux jeux olympiques à Pyeongchang, courant le skiathlon (60e) et le dix kilomètres libre (75e).

## Palmarès

### Jeux olympiques
| Épreuve / Édition   | Sprint                           | Sprint    | 10 km | 10 km                            | Skiathlon 2 × 7,5 km | 30 km | Relais | Relais   |
| Épreuve / Édition   | libre                            | classique | libre | classique                        | Skiathlon 2 × 7,5 km | 30 km | Sprint | 4 × 5 km |
| JO 2018 Pyeongchang | Épreuve inexistante à cette date | –         | 75e   | Épreuve inexistante à cette date | 60e                  | -     | —      | —        |

Légende :
- : pas d'épreuve
- — : Non disputée par Taylor

### Championnats du monde
| Épreuve / Édition     | Sprint | Sprint                           | 10 km                            | 10 km     | Skiathlon 2 × 7,5 km | 30 km | Relais | Relais   |
| Épreuve / Édition     | libre  | classique                        | libre                            | classique | Skiathlon 2 × 7,5 km | 30 km | Sprint | 4 × 5 km |
| Mondiaux 2017 Lahti   | 38e    | Épreuve inexistante à cette date | Épreuve inexistante à cette date | 57e       | 40e                  | 37e   | -      | -        |
| Mondiaux 2019 Seefeld | 53e    | Épreuve inexistante à cette date | Épreuve inexistante à cette date | 58e       | -                    | -     | 16e    | -        |

Légende :
- : pas d'épreuve
- — : Non disputée par Taylor